# Șor-Partei
Die Șor-Partei (rumänisch Partidul „ȘOR“; russisch Политическая партия «Шор») ist eine moldauische politische Partei. An ihrer Spitze stand Ilan Șor, der von 2015 bis 2019 Bürgermeister der mittelmoldauischen Stadt Orhei war. 
Die Partei wurde am 19. Juni 2023 vom moldauischen Verfassungsgericht verboten. Das Verbot wurde im März 2024 aufgehoben.

## Geschichte
1998 gründete die damalige Führungsspitze des Kongresses der Russischen Gemeinden der Republik Moldau, darunter Valerii Klimenco, die Sozio-politische Bewegung „Gleichheit“ (rumänisch Mișcarea social-politică „Ravnopravie“ bzw. russisch Общественно-политическое движение «Равноправие»). Im Oktober 2016 nannte sich die Partei in Șor-Partei um.
Nach einer anderen Darstellung wurde die Partei von Ilan Șor gegründet. Șor lebt derzeit in Israel. Die moldauische Justiz ermittelt wegen diverser Finanzdelikte gegen ihn.
Bei der Bürgermeisterwahl der Stadt Bălți 2021 gelangte die Parlamentsabgeordnete der Șor-Partei, Marina Tauber, in die Stichwahl, wurde danach jedoch von der Wahl ausgeschlossen.

## Programmatik
Die Partei galt als prorussisch. Abgesehen davon ist die Einschätzung der Parteipolitik schwierig. Die Partei wurde sowohl als Mitte-links-Partei als auch als konservativ beschrieben. Die Partei setzte sich für eine aktive Sozialpolitik ein. Die Șor-Partei zielte einerseits auf die Teile des Elektorats, welche an der Neutralität festhält, und andererseits auf den Teil des Wählerspektrums, der sich für einen Beitritt zur Eurasischen Wirtschaftsunion und zur OVKS einsetzt.

## Aktuelles
Im Oktober 2022 stand die Partei im Verdacht, Demonstranten zu bezahlen, die gegen den proeuropäischen Kurs der Regierung und der Staatspräsidentin Maia Sandu protestierten. Die Namenslisten zur Bezahlung der Demonstranten führte Evghenia Guțul. Ende desselben Jahres gab es Korruptionsermittlungen gegen die Partei. Seit Januar 2022 führte die moldauische Opposition aus PSRM, PCRM und Șor-Partei einige Umfragen an und kam vereinzelt sogar auf 60 % der Stimmen.
Am 19. Juni 2023 erklärte das moldauische Verfassungsgericht die Șor-Partei aufgrund krimineller Aktivitäten und Versuchen der Unterminierung der moldauischen Souveränität für verfassungswidrig. Die Parlamentsabgeordneten der Partei behalten ihre Sitze, dürfen sich aber keiner neuen politischen Formierung anschließen. Vertreter der Șor-Partei kündigten an, das Urteil beim Europäischen Gerichtshof für Menschenrechte anzufechten.

## Wahlergebnisse
| Jahr | Kandidat       | Stimmenanzahl | Stimmenanteil | Platz |
| ---- | -------------- | ------------- | ------------- | ----- |
| 2020 | Violeta Ivanov | 87.542        | 6,49 %        | 4.    |

| Jahr       | Stimmenanzahl    | Stimmenanteil    | Sitze            | Platz            | Spitzenkandidat  |
| ---------- | ---------------- | ---------------- | ---------------- | ---------------- | ---------------- |
| 2001       | 7.023            | 0,44 %           | 0/101            | 16.              | Valerii Klimenco |
| 2005       | 44.129           | 2,83 %           | 0/101            | 6.               | Valerii Klimenco |
| April 2009 | nicht angetreten | nicht angetreten | nicht angetreten | nicht angetreten | nicht angetreten |
| Juli 2009  | nicht angetreten | nicht angetreten | nicht angetreten | nicht angetreten | nicht angetreten |
| 2010       | 1.781            | 0,10 %           | 0/101            | 17.              | Valerii Klimenco |
| 2014       | nicht angetreten | nicht angetreten | nicht angetreten | nicht angetreten | nicht angetreten |
| 2019       | 117.779          | 8,32 %           | 7/101            | 4.               | Ilan Șor         |
| 2021       | 84.185           | 5,75 %           | 6/101            | 4.               | Ilan Șor         |